# Tanque Novo
Tanque Novo là một đô thị thuộc bang Bahia, Brasil. Đô thị này có diện tích 825,943 km², dân số năm 2007 là 17100 người, mật độ 20,7 người/km².